# Foreste temperate delle Chatham
Le foreste temperate delle Chatham sono un'ecoregione dell'ecozona australasiana (codice ecoregione: AA0401).

## Territorio
Le isole Chatham sono un arcipelago situato ad est della Nuova Zelanda, formato da due isole principali, Chatham e Pitt, e da circa una quarantina di isolotti e scogli minori, i maggiori dei quali sono Mangere e Rangatira. È un arcipelago di origine vulcanica, formatosi circa 80 milioni di anni fa. Il suolo, molto fertile, è un misto di roccia vulcanica, scisti e calcare. L'arcipelago ha temperature miti costanti, ma è soggetto a forti venti e a una lunga stagione delle piogge.

## Flora

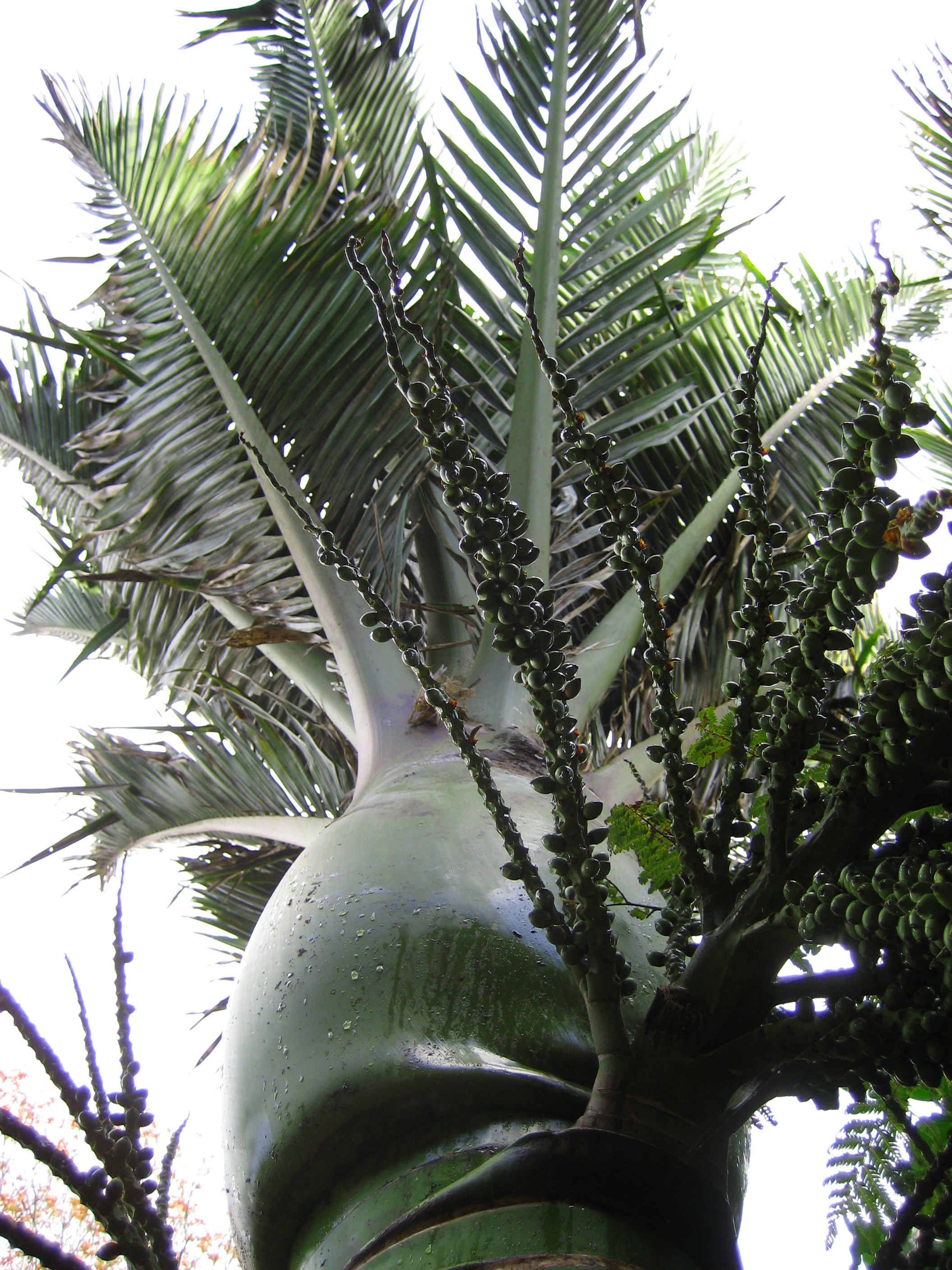
Rhopalostylis sapida

Le elevate precipitazioni e le peculiari caratteristiche geologiche del suolo delle isole Chatham hanno contribuito allo sviluppo di una caratteristica biocenosi florale. La regione ospita 902 specie differenti di piante, 41 delle quali sono endemiche. Tra di esse meritano di essere citate alcune megaerbe quali l'akeake (Olearia traversii), una delle più grandi asteracee esistenti, il grespino gigante delle Chatham (Sonchus grandifolius, Asteraceae), il karamu delle Chatam (Coprosma chathamica, Rubiaceae), il nontiscordardimé gigante delle Chatham (Myosotidium hortensia, Boraginaceae). Altri endemismi degni di nota sono il mahoe (Melicytus chathamicus), il kakaha (Astelia chathamica), il rautini (Brachyglottis huntii),  e inoltre Aciphylla dieffenbachii, Sporadanthus traversii, Plagianthus divaricatus.

Nelle foreste predominano le felci arboree, i cui tronchi ospitano una varietà di epifite, tra cui 36 diverse specie di orchidee, comprese le endemiche Corybas sulcatus e Pterostylis silvicultrix.

Significativa la presenza della palma nikau (Rhopalostylis sapida) con fusti alti sino a 15 m.

## Fauna

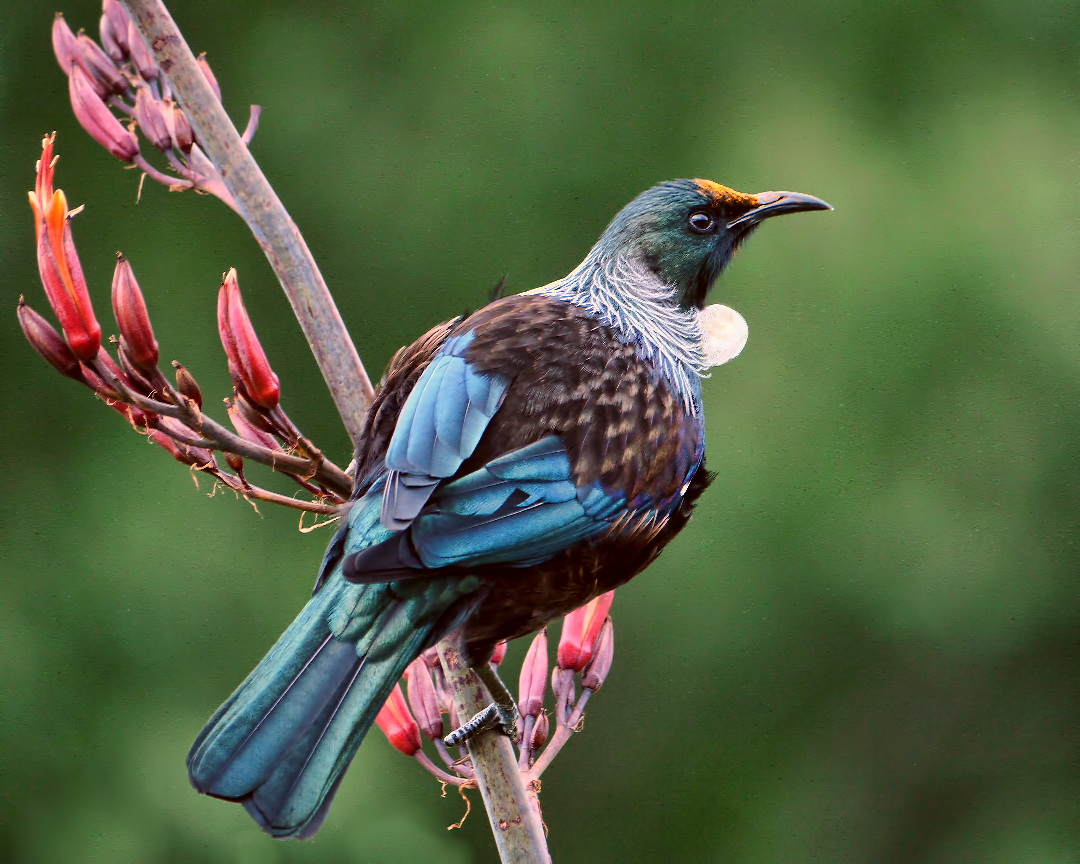
Tui delle Chatham (Prosthemadera novaeseelandiae chathamensis)

Prima dell'arrivo dell'uomo gli unici mammiferi presenti sulle isole Chatam erano i mammiferi marini (otarie e foche) che tuttora, con un po' di fortuna, possono essere osservati sulle spiagge delle isole.  Assieme all'uomo sono arrivati una serie di altri mammiferi (ratti, topi, maiali, gatti, cani, pecore, capre, cavalli e opossum) il cui impatto sulla flora e la fauna locale è stato spesso devastante.
La fauna autoctona vertebrata dell'ecoregione è rappresentata in massima parte dagli uccelli.  Vaste colonie di uccelli marini utilizzano le isole dell'arcipelago come siti di nidificazione e tra questi la berta grigia (Ardenna grisea), il prione beccolargo (Pachyptila vittata), il petrello delle Chatham (Pterodroma axillaris), presente solo sull'isola di Rangatira, il petrello della Magenta (Pterodroma magentae), localmente noto come taiko, a lungo ritenuto estinto sino alla riscoperta avvenuta nel 1978. Tra gli endemismi presenti sulle isole meritano di essere menzionati il tui delle Chatham (Prosthemadera novaeseelandiae chathamensis), il piccione delle Chatham (Hemiphaga chathamensis), il gerigone delle isole Chatham (Gerygone albofrontata), il parrocchetto delle Chatham (Cyanoramphus forbesi), il beccaccino subantartico (Coenocorypha aucklandica), la balia della Nuova Zelanda  (Petroica macrocephala chathamensis) e la balia melanica delle Isole Chatham (Petroica traversi), la beccaccia di mare delle isole Chatham (Haematopus chathamensis), il beccaccino delle Chatham  (Coenocorypha pusilla). Tra le specie estintesi a seguito della colonizzazione da parte degli europei vanno ricordate il campanaro delle Chatham (Anthornis melanocephala), il felciarolo delle Chatham (Megalurus rufescens), il rallo di Dieffenbach (Gallirallus dieffenbachii), il rallo delle Chatham (Gallirallus modestus), l'alzavola attera (Anas aucklandica), il tarabuso australiano (Botaurus poiciloptilus), il falco della Nuova Zelanda (Falco novaeseelandiae) e il mestolone della Nuova Zelanda (Anas rhynchotis variegata).
L'unico rettile endemico dell'arcipelago è lo scinco Oligosoma nigriplantare, un tempo molto comune in tutto l'arcipelago, oggi confinato alle isole di Mangere e Rangatira, e a qualche altro piccolo isolotto disabitato.
Nell'arcipelago sono stae censite quasi 800 specie di insetti, con un alto tasso di endemismi. Molte specie sono state decimate dalla introduzione di predatori alloctoni ed alcune sono considerate  rischio di estinzione come il ragno Rangatira (Dolomedes schauinslandi), l'elateride gigante delle Chatham (Amychus candezei) e il cerambice dell'isola di Pitt (Xylotoles costatus).

## Conservazione
Nell'arcipelago esiste una rete di aree naturali protette, sia pubbliche che private, che copre circa il 7% della superficie.
Le aree di conservazione più importanti sono le isole di Mangere e Rangatira, di proprietà governativa, nelle quali è stato avviato un programma di eradicazione delle specie alloctone e di reintroduzione di numerose specie endemiche, come il beccaccino delle Chatham, la balia melanica delle Isole Chatham, la balia della Nuova Zelanda e il corriere ripario.